# Palazzo Borgianni
Palazzo Borgianni è un edificio storico di Firenze, situato in via de' Rustici 8.

## Storia e descrizione
Appartenuto anticamente ai Lorini, l'edificio venne acquistato da Lucantonio di Filippo Cavalcanti nel 1431. Matteo di Salviotto Cavalcanti lo rivendé nel 1518 a Matteo di Matteo Borgianni (del gonfalone del Lion nero), che negli anni successivi intraprese importanti lavori di ristrutturazione fino a conferire all'edificio i caratteri attuali.
Appartenuto lungamente a questa famiglia è appartenuto successivamente ai Pagni Torelli.

## Descrizione
Il palazzo prospetta sulla via con una elegante facciata di chiara impronta rinascimentale, segnata da un bel portone cinquecentesco affiancato da due finestre rettangolari scorniciate. Sui tre piani superiori si allineano, su ricorsi di pietra, cinque assi di finestre con archi a tutto sesto, profilate da cornici in pietra modanata.
L'eleganza del disegno rinascimentale si è conservata nel tempo, e anche i più tardi lavori ottocenteschi, volti a mantenere decoro al palazzo, sono da interpretare nel segno della continuità, come nel caso del piano terreno con intonaco lavorato a finta pietra o dello stesso portone, integrato con bugne sempre realizzate in pietra artificiale.
Sul cancello che chiude il breve androne sono le armi delle famiglie Pagni (d'azzurro, allo scaglione d'argento accompagnato da tre crescenti montanti dello stesso) e Torelli (d'oro, al toro di rosso, ascendente un monte di sei cime di verde; il tutto accompagnato in capo da tre gigli di rosso ordinati fra i quattro pendenti di un lambello dello stesso).